# Hermetia pahangensis
Hermetia pahangensis är en tvåvingeart som beskrevs av Rozkosny och Kozanek 2006. Hermetia pahangensis ingår i släktet Hermetia och familjen vapenflugor. Inga underarter finns listade i Catalogue of Life.